# Tatjana Bobnar
Tatjana Bobnar (ur. 13 czerwca 1969 w Lublanie) – słoweńska prawniczka i policjantka, w latach 2018–2020 dyrektor generalny słoweńskiej policji, w 2022 minister spraw wewnętrznych.

## Życiorys
W 1988 ukończyła szkołę średnią w Lublanie, a w 1993 studia na wydziale prawa Uniwersytetu Lublańskiego. Na tym samym wydziale w 2004 uzyskała magisterium, w 1994 zdała egzamin zawodowy z kryminologii. Zawodowo związana ze słoweńską policją, pracowała w stołecznym oddziale jako śledczy w grupie do spraw przestępczości nieletnich. W latach 1996–2002 stała na czele tej grupy. W lublańskiej policji była następnie szefem wsparcia operacyjnego i zastępczynią dyrektora. W latach 2007–2009 pełniła funkcję zastępczyni dyrektora zarządu policji kryminalnej. Następnie do 2018 była zastępczynią dyrektora generalnego policji. Od 2018 do 2020 jako dyrektor generalny kierowała słoweńską policją. Pozostała później w strukturze kierownictwa na stanowisku starszego radcy.
W 2012 została starszym wykładowcą w szkole policyjnej Višja policijska šola. Była też wiceprzewodniczącą rady instytuty kryminologii na wydziale prawa Uniwersytetu Lublańskiego (2009–2017). W czerwcu 2022 z rekomendacji Ruchu Wolności objęła funkcję ministra spraw wewnętrznych w rządzie Roberta Goloba. Ustąpiła z tego stanowiska w grudniu 2022, kończąc urzędowanie w tym samym miesiącu.